# Sexy Dance
Série Sexy Dance
Sexy Dance 2
(2008)
Pour plus de détails, voir Fiche technique et Distribution.
Sexy Dance, ou Vivre pour danser au Québec, (Step Up) est un film américain réalisé par Anne Fletcher, sorti en 2006. 
Le film a accumulé 281 879 entrées en France et 63 595 775 USD au box office américain. Il a donné naissance à une franchise et a été suivi par quatre suites, un spin-off chinois, ainsi qu'une série télévisée.

## Synopsis
Après une fête, les frères Mac et Skinny Carter, accompagnés de leur meilleur ami Tyler Gage, s'introduisent dans la Maryland School of Arts et en saccagent le théâtre. Quand un garde fait irruption, Tyler permet à ses deux amis de fuir et endosse la totale responsabilité du désastre. Il est condamné à 200 heures de service communautaire, lequel doit être effectué dans l'école. Tout en travaillant, Tyler observe un cours de danse et rencontre Nora Clark, une très belle et talentueuse étudiante qui prépare son senior showcase, une audition pouvant la faire engager par l'une des troupes de danse professionnelle qui assisteront à la présentation. Il est tout de suite intrigué par cette dernière. Alors que Mac et Skinny viennent voir Tyler sur le terrain de l'école, Nora, curieuse, observe d'une fenêtre Tyler en train de danser, moquant un mélange de break dance et des mouvements de ballet qu'il avait observés.
Lorsque le partenaire de danse de Nora, Andrew, se blesse à la cheville, Nora se retrouve sans partenaire pour sa chorégraphie. Elle auditionne des élèves de seconde année pour le remplacer, mais personne ne répond à ses attentes. Tyler se propose de l'aider, mais Nora refuse. Après avoir démontré qu'il pouvait satisfaire au rôle, Nora change d'avis et convainc la directrice Gordon de permettre à Tyler de répéter avec elle. Au cours de leur première séance de travail, Tyler s'oppose à Nora ainsi qu'à son petit ami, Brett, qui le prennent de haut. Alors qu'ils continuent les répétitions, Nora et Tyler se rapprochent, chacun initiant l'autre à ses styles respectifs de danse. Tyler se lie aussi d'amitié avec un musicien de l'école nommé Miles, qui a le béguin pour une amie de Nora, Lucy.
Comme l'amitié entre Nora et Tyler grandit, elle l'emmène un jour sur le front de mer à proximité d'une entreprise pour laquelle son défunt père travaillait, révélant que c'était là qu'elle avait imaginé sa chorégraphie. Elle raconte à Tyler qu'elle l'avait toujours imaginé comme un spectacle de troupe, plutôt qu'un simple duo. Tyler décide de l'aider dans son projet et commence à recruter de jeunes danseurs de l'école pour travailler sur son numéro. Brett signe un contrat d'enregistrement, mais, ce faisant, trahit son ami, Miles, pour arriver à ses fins. Dégoûté par sa trahison, Nora rompt avec Brett. Pendant ce temps, Tyler tente de trouver l'équilibre entre ses nouveaux objectifs et ses nouvelles amitiés, tout en continuant à entretenir des relations difficiles avec ses anciens amis.
La directrice Gordon se demande si elle va le laisser fréquenter l'école et elle lui fait savoir qu'il doit mériter sa chance. Alors que Tyler lui en parle, Nora suggère que le spectacle pourrait lui servir d'audition d'entrée. Après avoir dansé ensemble dans un club où Lucy et Miles jouaient de la musique, Nora et Tyler vont enfin aller de l'avant dans leur relation amoureuse. Les répétitions continuent comme d'habitude, jusqu'à ce qu'Andrew, l'ancien partenaire de Nora, apparemment guéri de sa blessure, revienne. Tyler se sent exclu et accuse violemment Nora de le traiter de la même façon que son ex-petit ami avait traité Miles. Il quitte le groupe et retourne à sa punition de service communautaire. Toutefois, au cours des séances de travail, Nora a incorporé bon nombre des suggestions de Tyler et conclut que cette nouvelle chorégraphie est devenue beaucoup trop difficile à exécuter pour son partenaire initial. Andrew démissionne de lui-même et Nora se retrouve une fois de plus sans partenaire. Effondrée, elle s'interroge et envisage l'abandon de sa carrière de danseuse avant de recevoir une confession émotionnelle et un fort encouragement de sa mère, elle change alors la chorégraphie pour une présentation en solo.
Plus tard, Skinny, le petit frère de Mac, est tué par balle après avoir volé une voiture, poussant Mac et Tyler à ouvrir les yeux et choisir une voie meilleure. Tyler surprend Nora en se présentant, à la dernière minute, le soir de la présentation. Il tente de la convaincre de le laisser danser avec elle, et de lui pardonner d'avoir réagi de façon exagérée. Elle refuse d'abord, mais change tout à coup d'avis quand Tyler lui souhaite bonne chance et s'en va. Quand le rideau s'ouvre, Tyler, Nora, et l'ensemble des élèves effectuent leur chorégraphie originale pendant que Miles s'occupe de la musique. Après le spectacle, la directrice Gordon est radieuse et la foule est emballée.
Dans les coulisses, quand la directrice Gordon raconte au directeur d'une compagnie de danse, en espérant faire signer Nora, que Tyler est un nouvel étudiant, Nora explose de joie et étreint Tyler. Elle répète les conseils qu'il lui a donnés pendant leur première répétition ensemble, et les deux partagent un baiser.

## Fiche technique
- Réalisation : Anne Fletcher
- Scénario : Duane Adler et Melissa Rosenberg et Alex Tse (non crédité)
- Musique : Aaron Zigman
- Montage : Nancy Richardson
- Production : Erik Feig, Jennifer Gibgot, Adam Shankman et Patrick Wachsberger (de)
- Budget : 12 millions de $US
- Sociétés de production : Touchstone Pictures, Summit Entertainment et Offspring Entertainment
- Société de distribution : 
  - Buena Vista Pictures Distribution (États-Unis)
  - Universal Pictures (France)

## Distribution
- Channing Tatum (VF : Donald Reignoux) : Tyler Gage
- Jenna Dewan (VF : Olivia Luccioni) : Nora Clark
- Damaine Radcliff : Mac Carter
- De'Shawn Washington (VF : Alexandre Nguyen) : Skinny Carter
- Mario (VF : Jean-Baptiste Anoumon) : Miles Darby
- Drew Sidora : Lucy Avila
- Rachel Griffiths (VF : Anne Massoteau) : Mrs Gordon
- Josh Henderson : Brett Dolan
- Tim Lacatena (VF : Stéphane Miquel) : Andrew
- Alyson Stoner : Camille Gage
- Heavy D : Omar
- Deirdre Lovejoy : Katherine Clark
- Jane Beard : Lena Freeman
- Richard Pelzman : Bill Freeman